# Падот на Византија
Падот на Византија (Пад Византије) македонска је рок група настала у октобру 1983. у Скопљу. Група је у почетку свирала експериментални пост панк, али је убрзо прешла на дарк/готик са елементима византијске музике и црквенословенског појања. Фронтмен групе Горан Трајкоски је, по престанку рада групе у јуну 1985, наставио тај музички правац прво у Другом откровењу Мизара са Чаповским и Таневским, да би потом основао Анастасију и почетком овог века као певач тзв. Трећег откровења Мизара.

## Звук групе Падот на Византија
Падот на Византија је на почетку каријере стварао музику под утицајем панк група као што су: Килинг џоук, Дед Кенедиз, П. И. Л., Сајкоделик ферс. Група се потом окренула Готик звуку (инсипирисани Џој дивижном, Баухаусом и Ником) и традиционалном музиком Византијског царства, са примесама македонске народне музике и црквенословенског појања.

## Постава
Од октобра 1983. до септембра 1984.  Падот на Византија је наступао у саставу:
- Горан Трајкоски - бас-гитара и вокал
- Климе Ковачески - гитара
- Шпенд Ибрахим - бубњеви

У периоду од октобра 1984. до коначног престанка рада групе у јуну 1985.  наступали су у саставу:
- Горан Трајкоски - вокал
- Сами Ибрахим - бас-гитара
- Шпенд Ибрахим - бубњеви
- Зоран Дабић - гитара

## Издања
Током две године постојања Падот на Византија није званично објавио самостални материјал, али су се њихове нумере нашле на неколико компилација:
- „Ноћ Над Југославијом“ (енгл. Night Over Yugoslavia)
- „Касеташ пушта поп“ (енгл. The Cassete Plays Poptones)
- „Македонски спис“ (енгл. Macedonian Document)

## Концерти
Падот на Византија је у краткој каријери одржао већи број концерата по ондашњој Југославији. Данас о њиховој музици једино сведоче снимци са тих концерата.  Наступали су у Скопљу, Куманову, Штипу, Нишу, Бањој Луци, Сарајеву, Загребу ...